# Darren Cahill
Darren Cahill (* 2. Oktober 1965 in Adelaide, South Australia) ist ein ehemaliger australischer Tennisspieler und heutiger -trainer.

## Karriere
Cahill spielte auf der ITF Junior Tour. Sein größter Erfolg dort war 1983 das Erreichen des Endspiels bei den Australian Open im Doppel.
Er wurde 1984 Tennisprofi und gewann im Jahr darauf in Melbourne an der Seite von Peter Carter seinen ersten Doppeltitel auf der ATP Tour. Zudem stand er mit Mark Kratzmann im Finale der Queen’s Club Championships. Insgesamt gewann er in seiner Karriere 13 ATP-Doppeltitel, acht davon mit Mark Kratzmann, darunter das Masters-Turnier in Cincinnati. Weitere zwölf Mal stand er in einem Doppelfinale.
1988 gewann er in Gstaad seinen ersten Einzeltitel, im Finale besiegte er Jakob Hlasek. Seinen zweiten und letzten Einzeltitel gewann er 1991 in San Francisco. Seine höchsten Notierungen in der ATP-Weltrangliste erreichte er 1990 mit Platz 22 im Einzel und Position 10 im Doppel.
Sein bestes Einzelergebnis bei einem Grand-Slam-Turnier war das Erreichen das Halbfinales der US Open, als er 1988 in der zweiten Runde Boris Becker bezwang und erst dem späteren Turniersieger Mats Wilander unterlegen war. In der Doppelkonkurrenz stand er 1989 im Finale der Australian Open. Mit Mark Kratzmann unterlag er dort den US-Amerikanern Rick Leach und Jim Pugh.
Cahill spielte zwischen 1988 und 1991 sechs Einzel- und vier Doppelpartien für die australische Davis-Cup-Mannschaft, wobei er alle vier Doppelpartien gewinnen konnte. Im Finale gegen die Vereinigten Staaten 1990 trat er nicht wie in den beiden Runden zuvor im Doppel an, sondern im Einzel. Er gewann seine erste Partie gegen Michael Chang, musste jedoch gegen Andre Agassi beim Stande von 1:1 nach Sätzen verletzt aufgeben; die USA gewannen schließlich mit 3:2. Bei den Olympischen Spielen 1988 trat er im Doppel für Australien an. An der Seite von John Fitzgerald erreichte er die zweite Runde, in der sie den Neuseeländern Kelly Evernden und Bruce Derlin unterlagen.
Cahill trat 1994 nach einer Knieverletzung vom Profisport zurück. Als Tennistrainer führte er Lleyton Hewitt und Andre Agassi an die Spitze der Weltrangliste. Zudem war er 2007 bis 2008 Assistenztrainer der australischen Davis-Cup-Mannschaft. 2009 lehnte er ein Angebot von Roger Federer ab, der ihn als Trainer verpflichten wollte. Von 2015 bis September 2021 trainierte er die Rumänin Simona Halep. Seit Juli 2022 ist er als Trainer für Jannik Sinner tätig, den er gemeinsam mit Simone Vagnozzi zur Nummer 1 und zu mehrfachen Grand-Slam-Titeln führte. 2023 wurde er zum Trainer des Jahres im Rahmen der ATP Awards ausgezeichnet.

## Erfolge
| Legende                                                   |
| Grand Slam                                                |
| Tennis Masters Cup                                        |
| ATP Masters Series (1)                                    |
| ATP Championship Series ATP International Series Gold (2) |
| ATP World Series ATP International Series (12)            |
| ATP Challenger Series (1)                                 |

| ATP-Titel nach Belag |
| Hartplatz (8)        |
| Sand (2)             |
| Rasen (4)            |
| Teppich (1)          |

### Einzel

#### Turniersiege

##### ATP Tour
| Nr. | Datum            | Turnier       | Belag       | Finalgegner  | Ergebnis      |
| --- | ---------------- | ------------- | ----------- | ------------ | ------------- |
| 1.  | 10. Juli 1988    | Gstaad        | Sand        | Jakob Hlasek | 6:3, 6:4, 7:6 |
| 2.  | 10. Februar 1991 | San Francisco | Teppich (i) | Brad Gilbert | 6:2, 3:6, 6:4 |

##### Challenger Tour
| Nr. | Datum           | Turnier   | Belag     | Finalgegner | Ergebnis |
| --- | --------------- | --------- | --------- | ----------- | -------- |
| 1.  | 16. August 1987 | New Haven | Hartplatz | Dan Cassidy | 6:0, 6:3 |

#### Finalteilnahmen
| Nr. | Datum         | Turnier | Belag | Finalgegner    | Ergebnis      |
| --- | ------------- | ------- | ----- | -------------- | ------------- |
| 1.  | 15. Juli 1990 | Newport | Rasen | Pieter Aldrich | 6:7, 6:1, 1:6 |

### Doppel

#### Turniersiege
| Nr. | Datum             | Turnier           | Belag         | Partner         | Finalgegner                   | Ergebnis      |
| --- | ----------------- | ----------------- | ------------- | --------------- | ----------------------------- | ------------- |
| 1.  | 28. Dezember 1985 | Melbourne         | Rasen         | Peter Carter    | Brett Dickinson Roberto Saad  | 7:6, 6:1      |
| 2.  | 17. Oktober 1987  | Sydney Indoor (1) | Hartplatz (i) | Mark Kratzmann  | Boris Becker Robert Seguso    | 6:3, 6:2      |
| 3.  | 2. Januar 1988    | Adelaide          | Hartplatz     | Mark Kratzmann  | Carl Limberger Mark Woodforde | 4:6, 6:2, 7:5 |
| 4.  | 9. Januar 1988    | Sydney (1)        | Hartplatz     | Mark Kratzmann  | Joey Rive Bud Schultz         | 7:6, 6:4      |
| 5.  | 1. Mai 1988       | Hamburg           | Hartplatz     | Laurie Warder   | Rick Leach Jim Pugh           | 6:0, 5:7, 6:4 |
| 6.  | 15. Oktober 1988  | Sydney Indoor (2) | Hartplatz (i) | John Fitzgerald | Marty Davis Brad Drewett      | 6:3, 6:2      |
| 7.  | 14. Januar 1989   | Sydney (2)        | Hartplatz     | Wally Masur     | Pieter Aldrich Danie Visser   | 6:4, 6:3      |
| 8.  | 17. Juni 1989     | Queen’s Club      | Rasen         | Mark Kratzmann  | Tim Pawsat Laurie Warder      | 7:6, 6:3      |
| 9.  | 7. Oktober 1989   | Brisbane          | Hartplatz     | Mark Kratzmann  | Broderick Dyke Simon Youl     | 6:4, 5:7, 6:0 |
| 10. | 4. März 1990      | Memphis           | Hartplatz (i) | Mark Kratzmann  | Udo Riglewski Michael Stich   | 7:5, 6:2      |
| 11. | 14. Juli 1990     | Newport           | Rasen         | Mark Kratzmann  | Todd Nelson Bryan Shelton     | 7:6, 6:2      |
| 12. | 11. August 1990   | Cincinnati        | Hartplatz     | Mark Kratzmann  | Neil Broad Gary Muller        | 7:6, 6:4      |
| 13. | 14. Januar 1994   | Sydney (3)        | Hartplatz     | Sandon Stolle   | Mark Kratzmann Laurie Warder  | 6:1, 7:6      |

#### Finalteilnahmen
| Nr. | Datum            | Turnier         | Belag         | Partner         | Finalgegner                    | Ergebnis      |
| --- | ---------------- | --------------- | ------------- | --------------- | ------------------------------ | ------------- |
| 1.  | 15. Juni 1986    | Queen’s Club    | Rasen         | Mark Kratzmann  | Kevin Curren Guy Forget        | 2:6, 6:7      |
| 2.  | 19. Juli 1987    | Bordeaux        | Sand          | Mark Woodforde  | Sergio Casal Emilio Sánchez    | 3:6, 3:6      |
| 3.  | 29. Januar 1989  | Australian Open | Hartplatz     | Mark Kratzmann  | Rick Leach Jim Pugh            | 4:6, 4:6, 4:6 |
| 4.  | 15. Oktober 1989 | Sydney Indoor   | Hartplatz (i) | Mark Kratzmann  | David Pate Scott Davis         | 3:6, 7:6, 5:7 |
| 5.  | 4. November 1990 | Paris Masters   | Hartplatz (i) | Mark Kratzmann  | David Pate Scott Davis         | 7:5, 3:6, 4:6 |
| 6.  | 13. Januar 1991  | Sydney          | Hartplatz     | Mark Kratzmann  | David Pate Scott Davis         | 6:3, 3:6, 2:6 |
| 7.  | 6. Februar 1994  | Dubai           | Hartplatz     | John Fitzgerald | Todd Woodbridge Mark Woodforde | 7:6, 4:6, 2:6 |

### Mixed

#### Finalteilnahmen
| Nr. | Datum         | Turnier                 | Belag | Partnerin     | Finalgegner           | Ergebnis   |
| --- | ------------- | ----------------------- | ----- | ------------- | --------------------- | ---------- |
| 1.  | 22. Juni 1987 | Wimbledon Championships | Rasen | Nicole Provis | Jo Durie Jeremy Bates | 6:710, 3:6 |